# Lourdes (Norte de Santander)
Lourdes es un municipio colombiano, situado en el nordeste del país, en el departamento de Norte de Santander. Fue fundado por Raimundo Ordóñez Yáñez en 1905, tiene una población de 3365 habitantes (2015), está situado a 68 km de Cúcuta, la capital del departamento y se divide administrativamente en 17 veredas. Lleva su nombre en honor a la ciudad francesa de Lourdes y a la aparición mariana de Nuestra Señora de Lourdes.

## Economía
Por ser región ubicada en la cordillera posee variedades de pisos térmicos que permiten diversificar la producción de pastos, agroforestales, frutas, verduras, café, caña, maderables entre otros.
La economía del municipio está basada en la producción agrícola ocupando el primer renglón en el cultivo del café, en variedades tradicionales como: Típica, Borbón y variedades mejoradas resistentes a enfermedades y plagas como la variedad Colombia y Castillo, el café producido en Lourdes está catalogado entre los cafés suaves y especiales, naturales y orgánicos de excelente tasa y con proyección a mercados internacionales.
El segundo renglón es ocupado por el banano criollo tropical de excelente calidad y sabor con una producción semanal de 110 toneladas semanal cultivado como sombrío de café y lotes en monocultivo, la oferta ambiental de la zona hace que esta variedad sea resistente a enfermedades y plagas generando un importante ingreso al productor.
La producción de caña panelera se utiliza como cultivo de autoconsumo, aunque algunas regiones poseen grandes ajuares con producción comercial.
Los agroforestales generan un ingreso importante al productor, que se cosechan en diferentes temporadas del año entre estos tenemos cítricos, aguacate, guanábana, papaya, entre otros.
En la zona de clima frío nos ofrece la producción de frutales caducifolios y hortalizas en pequeña escala.
La zona ganadera se extiende en toda la geografía del municipio, en pequeñas parcelas y razas criollas adaptadas al trópico, en las zonas bajas se cruza este ganado con razas cebuínas y en zonas frías con normando, Holstein, pardo suizo.
Otras explotaciones agropecuarias como las producciones porcinas, aves de corral, caprinos, ovinos, equinos son tradición en el municipio con razas criollas que se mantienen para dar ambiente de granja integral y aprovechamientos de recursos de producción de la finca.

### Turismo
El municipio de Lourdes supera los seis (6) mil habitantes, ha sido notorio su crecimiento, su gran potencial y desarrollo, actualmente esta región está presentando un incremento enorme y monumental en materia de turismo y de colosales peregrinaciones religiosas provenientes de diferentes ciudades, debido a la aparición años atrás de Nuestra Señora de Lourdes (virgen milagrosa), la cual posee un Santuario, muy afamado tanto en nuestro departamento, como a nivel nacional e internacional y que ha despertado un interés especial para esta zona; así mismo la Iglesia de Lourdes es la segunda más visitada del departamento de Norte de Santander; las visitas al pueblo de Lourdes por turismo religioso aproximadamente ascienden y superan la suma de más de quince mil (15.000) personas anualmente.
- Cerro de la cruz: Es un lugar muy tranquilo desde el cual se puede disfrutar una la hermosa vista del municipio. Ubicado a tan solo 5 minutos del pueblo, es un hermoso mirador lo convierte en el sitio perfecto para descansar y deleitarse con el paisaje lourdense.

- Santuario Nuestra Señora de Lourdes: Fundado en el año 2009, ubicado en la Vereda Volcanes, es lugar donde se apareció la imagen la Virgen de Lourdes en una tabla.

## Geografía
Situado a la altura de 1.366 metros sobre el nivel del mar, presenta un Clima oceánico (Clasificación climática de Köppen: Cfb). 

### Límites
- Al Norte limita con los Municipio de Bucarasica y Sardinata,
- Al Sur con el Municipio de Salazar,
- Al Oriente con el Municipio de Gramalote,
- Al Occidente con los Municipios de Villa Caro y Bucarasica,

### Área municipal
Con 151 km que representa el 0.70% del Departamento.

### División territorial
El municipio de Lourdes posee 17 veredas y 11 barrios en su cabecera municipal.
- Barrios:
  - Raimundo Ordóñez Yáñez
  - Antonio José Silva
  - Dardanelos
  - La Palma
  - La Loma
  - Divino Niño
  - El Rocío
  - Centenario
  - Centro
  - José Rosario Duarte
  - La Gloria
  - La Nevada
- Veredas:
  - Campo Rico
  - El Alto
  - Fátima
  - La Primavera
  - Guaimaral
  - La Alianza
  - La Armenia
  - La Pajuila
  - Las Brisas
  - Las Mercedes
  - San Antonio
  - Naranja
  - Pío XII
  - Moyitas
  - Los Pinos
  - San Isidro
  - Volcanes

## Educación
Su colegio principal es Raimundo Ordóñez Yáñez.

## Símbolos

### Escudo
Pirámide: Optimista, positivismo, entusiasmo.

Cerro de la cruz: Símbolo de religiosidad, protección y turismo.

Franja inferior: Economía del municipio, símbolo de laboriosidad, fertilidad y abundancia.

El ciprés: Árbol nativio del Municipio, que con su ondear al ser acariciado por el viento, emite sonidos que reflejan la tranquilidad, la paz, armonía de nuestro Municipio.

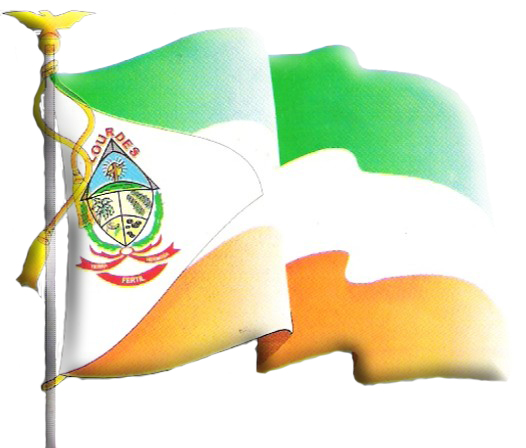
Bandera

### Bandera
Verde: Refleja la economía netamente agrícola que forma la población con los valles, montañas y veredas; llenos de vegetación y cultivos.

Blanco: Es producto de la paz y de la armonía que a diario se respira por todos los rincones de nuestro querido Municipio.

Amarillo: Significa toda la riqueza que con su variedad de cultivos, especies, contando con un clima acorde para desarrollar y ver crecer todos los proyectos agrícolas.

### Himno
| Coro Lourdes de paz y dulzura Con orgullo y pasión cantaré, Este himno de amor y ternura Pueblo de Norte de Santander. |  | I La hidalguía de conquistador Del padre Raimundo Ordóñez, Exaltada por ser fundador Del pueblo amado de Lourdes. Su legado cristiano trasciende En almas de pujante raza, De incansable lucha insistente Con valor, altivez y añoranza. II Villa hermosa de grandes encantos, De paisajes, colores y aromas, Enmarcada belleza del Alto Con Pailona reduce la flora. El viento se acerca anunciando La presencia divina creadora, Con campanas sagradas sonando Es María de Lourdes patrona. |  | iii En el cerro de la cruz miraremos Tu belleza Lourdes del alma, Siempre alegres reviviremos La fuerza infinita que te ama. Pueblito más lindo del mundo Tu reloj es testigo del tiempo Va marcando que viene el futuro En la torre engalana su templo. VI Hoy tus hijos cultivan los sueños Corazón palpitante los guía, Paso firme define senderos Caminantes de un nuevo día. Guardaremos recuerdos muy gratos Los arrullos de un suave clima, Al encontrarnos mañana lejanos En fronteras que exige la vida. |  |